# Epistrophe (ruồi)
Epistrophe là một chi ruồi trong họ Syrphidae.

## Hình ảnh

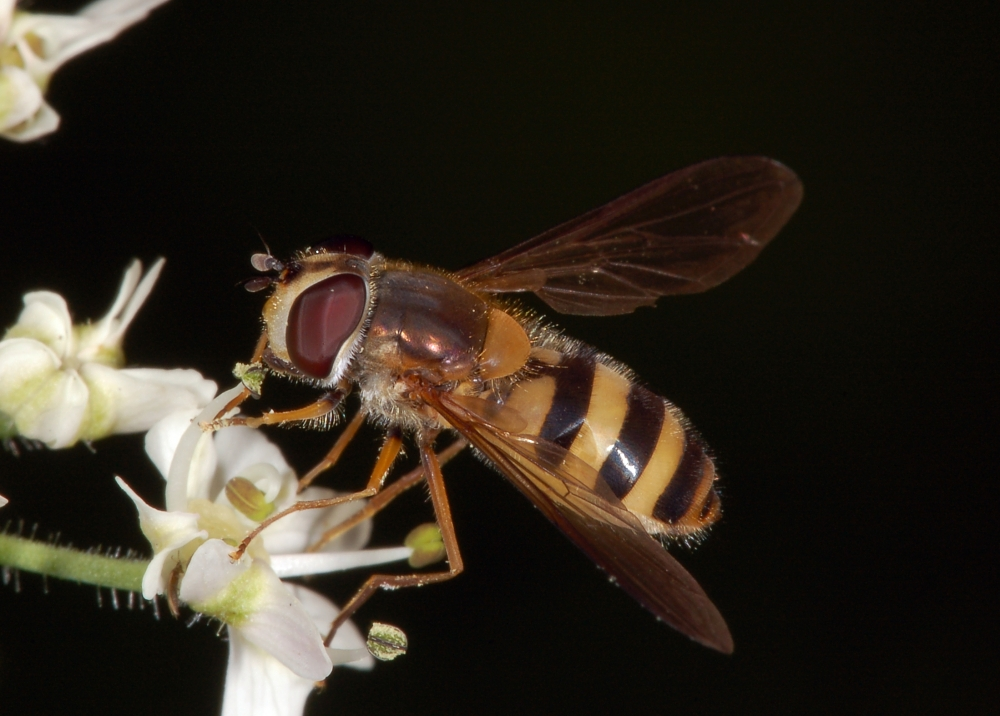